# Inyokern
Inyokern is een plaats (census-designated place) in de Amerikaanse staat Californië, en valt bestuurlijk gezien onder Kern County.

## Demografie
Bij de volkstelling in 2000 werd het aantal inwoners vastgesteld op 984.

## Geografie
Volgens het United States Census Bureau beslaat de plaats een oppervlakte van
28,7 km², geheel bestaande uit land. Inyokern ligt op ongeveer 763 m boven zeeniveau.

## Plaatsen in de nabije omgeving
De onderstaande figuur toont nabijgelegen plaatsen in een straal van 40 km rond Inyokern.